# خدمات دفاع مخفی
خدمات دفاع مخفی (انگلیسی: Defense Clandestine Service) بازوی آژانس اطلاعات دفاعی (DIA) است که فعالیت‌های جاسوسی مخفیانه را در سراسر جهان برای پاسخگویی به اهداف دفاعی در سطح ملی برای سیاستگذاران ارشد و رهبران نظامی ایالات متحده انجام می‌دهد. DCS بخشی از اداره عملیات‌های آژانس اطلاعات دفاعی است که پرسنل نظامی و غیرنظامی آن در همکاری با اداره عملیات آژانس اطلاعات مرکزی و فرماندهی مشترک عملیات ویژه ارتش ایالات متحده فعالیت می‌کنند. DCS متشکل از حدود ۵۰۰ مأمور مخفی است که تقریباً معادل تعداد افسران پرونده‌ای است که CIA در اوایل دهه ۲۰۰۰ قبل از گسترش آن داشت.
برخلاف برخی سوتفاهم‌های عمومی و رسانه‌ای، DCS یک سازمان اطلاعاتی «جدید» نیست بلکه یک ادغام، گسترش و تنظیم مجدد فعالیت‌های اطلاعات انسانی دفاعی موجود است که چندین دهه است توسط DIA تحت نام‌های مختلف انجام می‌شود.